# Liu Song (tennis de table)
Ne doit pas être confondu avec Liu Song.
Pour les articles homonymes, voir Liu.
 (juin 2020).
Liu Song est un joueur de tennis de table franco-argentin d'origine chinoise, né le 12 mai 1972 à Guilin. En janvier 2009 il obtient la Nationalité française. Après avoir évolué de nombreuses années en ProA sous les couleurs du S.A.G. Cestas (de 2001 à 2012), du CAM Bordeaux (une saison 2012/2013) et du SU AGEN (de 2013 à 2016), il est revenu en 2016 au S.A.G. Cestas son club d'accueil lors de son arrivée en France.

## Carrière
- 2011 : Vainqueur des Jeux panaméricains et qualifié pour Jeux olympiques d'été 2012 de Londres. Vainqueur du Double Messieurs aux Championnats Latino-Américains à Guadalajara (Mexique). Finaliste de l'Open du Chili et vainqueur en Double avec Javier CILIS (Argentin). Vainqueur du Trophée IBERO-AMERICANO disputé à Manaus (Brésil).
- 2010 : Vainqueur en simple et finaliste par équipes aux Championnats d'Amérique Latine à Cancun (Mexique). Vainqueur de la Coupe Intercontinentale lors de la Coupe du Monde disputée à Magdebourg (Allemagne)
- 2008 : Qualifié pour les Jeux olympiques d'été de Pékin (Chine) ; vainqueur en double, finaliste par équipes aux Championnats d'Amérique Latine à Saint-Domingue (République dominicaine)
- 2007 : Éliminé en seizième de finale aux Championnats du Monde à Zagreb après avoir battu Patrick Baum (GER) et Lucjan Błaszczyk (POL) ; qualifié pour la Coupe du Monde disputée à Barcelone ; vainqueur en simple, finaliste par équipes et en double aux Championnats d'Amérique Latine à Guarulhos (État de São Paulo, Brésil)
- 2006 : Qualifié à la Coupe du monde de tennis de table disputée à Paris.
- 2006 : Vainqueur en simple et par équipes, finaliste en double aux Championnats d'Amérique Latine à Medellin (Colombie)
- 2005 : Finaliste en simple et par équipes et vainqueur en double au Championnat d'Amérique Latine
- 2004 : seizième de finale en simple aux Jeux olympiques d'Athènes
- 2003 : Champion d'Amérique Latine à El Salvador et 3e des Jeux panaméricains
- 2002 : Vice-Champion d'Amérique Latine
- 2000 : Champion par équipes de la Coupe d'Europe à Zagreb ; qualifié pour les Jeux olympiques de Sydney (Australie).
- 1999/2001 : Champion par équipes de première division (Croatie)
- 1997/1998 : Champion par équipes de seconde division (Allemagne) ;  champion d'Amérique Latine à Mexico
- 1996 : Vainqueur en simple de l'Open du Brésil ; sélectionné en simple pour la finale du Pro Tour 96 ; demi-finaliste de l'U.S. Open
- 1995/2001 : Champion national en simple d'Argentine
- 1995 : Vainqueur en simple de l'Open du Brésil
- 1991 : Champion en simple junior de Chine
- 1990-1994 : Sélectionné national pour la Chine